# یونس نجفوف
یونس نجفوف (ترکی آذربایجانی: Yunis İsa oğlu Nəcəfov; ۳۱ اوت ۱۹۶۷ – ۲۴ اوت ۱۹۹۲) از سربازان آذربایجانی کشته شده در جریان جنگ قره‌باغ و قهرمان ملی جمهوری آذربایجان است.

## اوایل زندگی
یونس نجفوف ۳۱ اوت سال ۱۹۶۷ در شهرستان کلبجر آذربایجان شوروی به دنیا آمد. بین سال‌های ۱۹۷۵ تا ۱۹۸۵ در مدرسههایی در کلبجر و شهرستان گران‌بوی آموزش متوسطه خود را سپری کرد. او دانش‌آموخته «مدرسه عالی فرماندهی باکو» و «مکتب فرماندهی تانک چلیابینسک» بود.
یونس نجفوف در سال ۱۹۸۹ کارنامه نظامی خود را به عنوان ستوان آغاز نمود.

## جنگ قره‌باغ
یونس نجفوف بعد از شروع جنگ قره‌باغ داوطلبانه راهی جبهه و به عنوان یکی از واحدهای نظامی تعیین شد. او به طرز قهرمانانه‌ای در تعدادی از نبردها حضور یافت. یونس نجفوف به ویژه در دفاع از «کرکی‌جهان»، مالی‌بیگلی» و شهر شوشی حماسه بسزایی از خود نشان داد. او سپس برای پرورش سربازان در جهت شرکت در جنگ به باکو اعزام شد؛ ولی از آنجا که بعد از مدتی کوتاه نیروهای مسلح ارمنستان حملاتی به لاچین و شوشی را آغاز کردند، دوباره به جبهه جنگ بازگشت. یونس نجفوف ۲۴ ماه اوت ۱۹۹۲ در جریان نبردها برای آزادسازی روستای «وانگ» کشته شد.

## نشان
بر پایه فرمان شماره ۳۵۰ رئیس‌جمهور آذربایجان به تاریخ ۷ دسامبر سال ۱۹۹۲، پس از مرگش از یونس نجفوف با اعطاء نشان قهرمان ملی این کشور تقدیر به عمل آمد.